# Macrosiphum penfroense
Macrosiphum penfroense är en insektsart. Macrosiphum penfroense ingår i släktet Macrosiphum och familjen långrörsbladlöss. Inga underarter finns listade i Catalogue of Life.